# Digimon World Dawn and Dusk
Digimon Story: Sunburst & Moonlight, também conhecido como Digimon World Dawn and Dusk no Ocidente, são jogos eletrônicos de RPG desenvolvidos pela Bandai Entertainment Company e publicados pela Namco Bandai Games. São a segunda entrada principal da série Story, que faz parte da franquia Digimon. Foram lançados para Nintendo DS no Japão em março de 2007 e na América do Norte em setembro do mesmo ano.

## Sinopse
Um terremoto foi feito por um vírus digital impedindo a entrada ao mundo digital, causando a regressão de digimons a digi-eggs. Nas duas versões a culpada é a versão oposta, os jogadores explorarão novas áreas dependendo do jogo utilizado. No início você deverá escolher entre ser menino ou menina, seu nome, e por fim, escolherá um dos quatro pacotes diferentes cada com três digimons diferentes. Mas no jogo dawn têm digimons diferentes do dos dusk, obrigatoriamente em cada pacote terá um digimon específico de sua versão ,você podera vê-los na capa dos jogos. Esses digimons são na dawn um coronamon que é um digimon do tipo holy e no dusk o lunamon que é um digimon tipo darkness.

## Desenvolvimento
Os jogos tiveram seus nomes em inglês revelados no dia 16 de maio de 2007. O jogo foi exibido em um pequeno estande na E3 de 2007.

## Recepção
Digimon Story: Sunburst & Moonlight  receberam críticas mistas e positivas. No Metacritic, Sunburst detém uma classificação média de 68 em 8 revisões, enquanto Moonlight detém uma pontuação de 67 em 10 revisões.